# Apparasanahalli, Holalkere
Apparasanahalli là một làng thuộc tehsil Holalkere, huyện Chitradurga, bang Karnataka, Ấn Độ.